# Koldingkredsen
Koldingkredsen var en valgkreds (opstillingskreds) i Vejle Amtskreds indtil 2006. Pr. 1. januar 2007 blev den i forbindelse med gennemførelsen af Strukturreformen delt i to. Afstemningsområderne i Lunderskov Kommune samt dem i den nordlige del af Kolding Kommune, indgår fremover i den nye Kolding Nord-kreds. Afstemningsområderne i Vamdrup Kommune samt dem i den sydlige del af Kolding Kommune, indgår fremover i den nye Kolding Syd-kreds.
Den 8. februar 2005 var der 56.346 stemmeberettigede vælgere i Koldingkredsen.
Kredsen rummede flg. kommuner og valgsteder::
1. Kolding Kommune
  1. Alminde-Viuf
  2. Bjert
  3. Bramdrup
  4. Dalby
  5. Dyrehaveskolen
  6. Eltang
  7. Ibc, Tvedvej
  8. Kfum-Hallen
  9. Lyshøj-Hallen
  10. Munkensdam
  11. Palmeallé
  12. Parkhallen
  13. Vonsild
2. Lunderskov Kommune
  1. Jordrup Forsamlingshus
  2. Kommunekontoret
3. Vamdrup Kommune
  1. Hjarup
  2. Vamdrup
  3. Ødis